# Cilicaea antennalis
Cilicaea antennalis is een pissebed uit de familie Sphaeromatidae. De wetenschappelijke naam van de soort is voor het eerst geldig gepubliceerd in 1884 door Edward John Miers.